# Carl Hellemann
Carl Hellemann (Copenhaguen, 17 de novembre de 1884 - ?) va ser un ciclista danès que es dedicà principalment al ciclisme en pista. Va guanyar la medalla de bronze al Campionat del món de velocitat amateur de 1903 per darrere dels britànics Arthur Reed i Jimmy Benyon.

## Palmarès
- 1902
  -  Campió de Dinamarca amateur en velocitat